# Kinesiska au pairer i USA
Kinesiska au pairer i USA har funnits sedan 2007. 2002 skickades de första kinesiska au pair-applikanterna till Europa. 2006 verkställdes planerna på att skicka kinesiska au pairer till USA, och i mars 2007 anlände Hongbin Yu från Harbin (norr om Peking) som första kinesiska au pair i USA.

## Historik
Au pair-konceptet infördes i Kina 2001 av HHS Center (Kinas första au pair-förmedling), och transkriberades Hu Hui Sheng på pinyin. 2007 inleddes förhandlingar mellan Kina och USA, och American Cultural Exchange (Go Au Pair) blev första organisation att ta emot en kinesisk au pair i USA.
Kinesiska au pairer beskrivs som önskade i många amerikanska familjer. The New York Times och Spiegel Online International förklarar denna trend med det ökande antalet adoptioner av kinesiska barn, samt en önskan att lära barnen mandarin, i spåret av Kinas stärkta ekonomiska inflytande.

### Fotnoter
1. ↑  Bellafante, Ginia (2006) To Give Children an Edge, Au Pairs From China, from http://www.nytimes.com/2006/09/05/us/05aupair.html?_r=1
2. ↑  http://www.goaupair.com/
3. ↑  
EconEdge (2006). Bilingual Babies: Mandarin Speaking Au Pairs from China in High Demand, from ”Arkiverade kopian”. Arkiverad från originalet den 18 december 2008. https://web.archive.org/web/20081218220418/http://econedge.org/16/bilingual-babies-mandarin-speaking-au-pairs-from-china-in-high-demand/. Läst 21 mars 2012.